# Пуенте-дель-Інка
Пуенте-дель-Інка (ісп. Puente del Inca, букв. Міст Інків) — гірське селище в аргентинських Андах (Головна Кордильєра), у провінції Мендоса, департамент Лас-Ерас.

## Клімат
Містечко знаходиться у зоні, котра характеризується кліматом тропічних степів. Найтепліший місяць — січень із середньою температурою 19 °C (66.2 °F). Найхолодніший місяць — липень, із середньою температурою 4 °С (39.2 °F).
| Клімат Пуенте-дель-Інки | Клімат Пуенте-дель-Інки | Клімат Пуенте-дель-Інки | Клімат Пуенте-дель-Інки | Клімат Пуенте-дель-Інки | Клімат Пуенте-дель-Інки | Клімат Пуенте-дель-Інки | Клімат Пуенте-дель-Інки | Клімат Пуенте-дель-Інки | Клімат Пуенте-дель-Інки | Клімат Пуенте-дель-Інки | Клімат Пуенте-дель-Інки | Клімат Пуенте-дель-Інки | Клімат Пуенте-дель-Інки |
| Показник                | Січ.                    | Лют.                    | Бер.                    | Квіт.                   | Трав.                   | Черв.                   | Лип.                    | Серп.                   | Вер.                    | Жовт.                   | Лист.                   | Груд.                   | Рік                     |
| Середній максимум, °C   | 27,9                    | 27,4                    | 25                      | 22,5                    | 18                      | 14,8                    | 13,7                    | 15,7                    | 18,1                    | 22,3                    | 25,3                    | 27,6                    | 21,5                    |
| Середня температура, °C | 19                      | 17,9                    | 14,8                    | 11,6                    | 8,1                     | 5,4                     | 4                       | 6,3                     | 8,1                     | 12,7                    | 15,9                    | 18,7                    | 11,9                    |
| Середній мінімум, °C    | 9,8                     | 9                       | 5,5                     | 2                       | −0,8                    | −2,5                    | −3,7                    | −1,7                    | −0,4                    | 3,2                     | 6,2                     | 9                       | 3                       |
| Норма опадів, мм        | 24                      | 29.8                    | 16.2                    | 2.6                     | 4.7                     | 4.8                     | 8.5                     | 24.7                    | 2                       | 1.5                     | 18.4                    | 19.3                    | 156.5                   |
| Днів з опадами          | 6                       | 4                       | 2,1                     | 0,3                     | 0,7                     | 0,8                     | 2                       | 2                       | 1                       | 0,7                     | 3                       | 3                       | 25,6                    |
| Вологість повітря, %    | 52                      | 55                      | 54                      | 54                      | 52                      | 56                      | 61                      | 53                      | 49                      | 42                      | 45                      | 47                      | 51.7                    |
| ----------------------- | ----------------------- | ----------------------- | ----------------------- | ----------------------- | ----------------------- | ----------------------- | ----------------------- | ----------------------- | ----------------------- | ----------------------- | ----------------------- | ----------------------- | ----------------------- |
| Джерело: Weatherbase    |                         |                         |                         |                         |                         |                         |                         |                         |                         |                         |                         |                         |                         |